# PP Киля
PP Киля (также и p Киля) — звезда в созвездии Киля.
PP Киля представляет собой бело-голубую звезду спектрального класса В с видимым блеском +3.30. Звезда удалена от Земли на расстояние 497 световых лет. Звезда классифицируется как переменная типа Гаммы Кассиопеи. Яркость звезды изменяется в пределах от +3.27 to +3.37.